# Дрангедал
Дрангедал (норв. Drangedal) — коммуна в губернии Телемарк в Норвегии. Административный центр коммуны — город Престестранда. Официальный язык коммуны — нейтральный. Население коммуны на 2007 год составляло 4111 чел. Площадь коммуны Дрангедал — 1062,78 км², код-идентификатор — 0817.

## История населения коммуны
Население коммуны за последние 60 лет.

Статистика коммуны Дрангедал

## Галерея

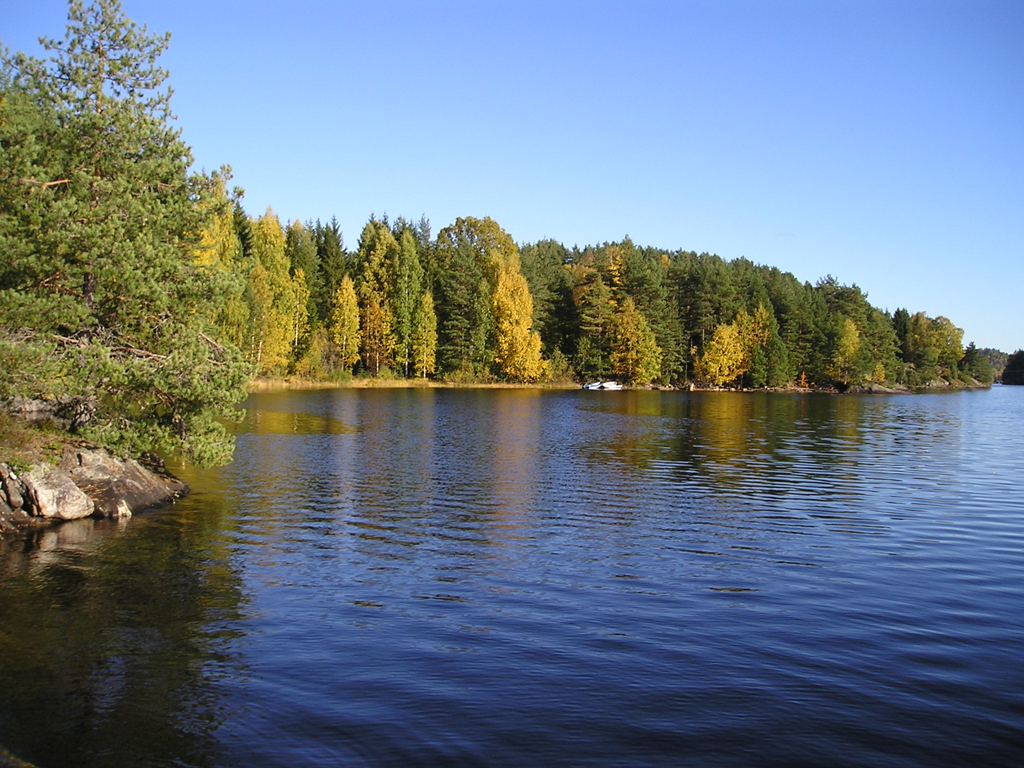
Озеро Токе
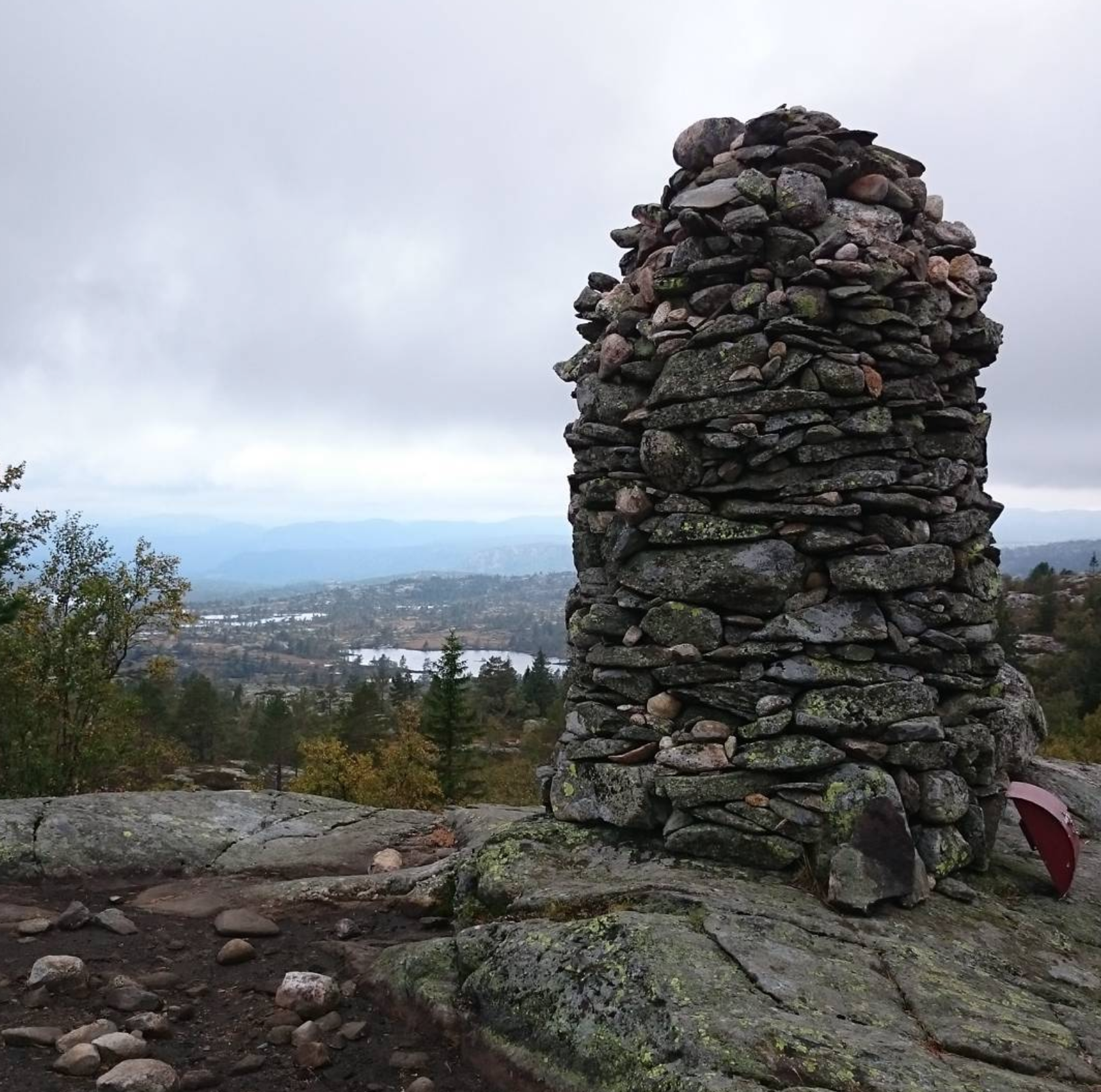
Блекаварден в Гаутефолле
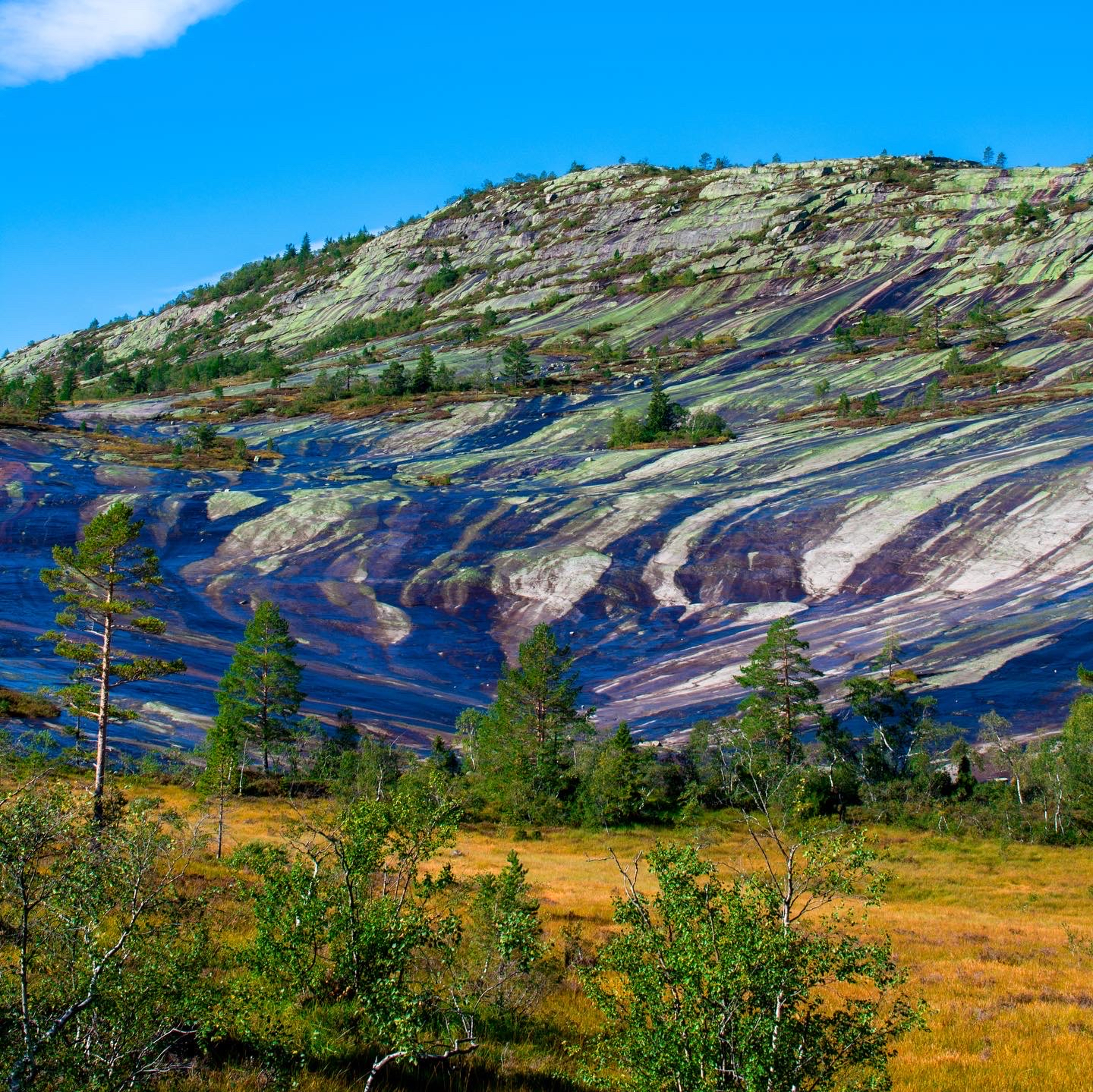
Химмельрикет в Гаутфолле
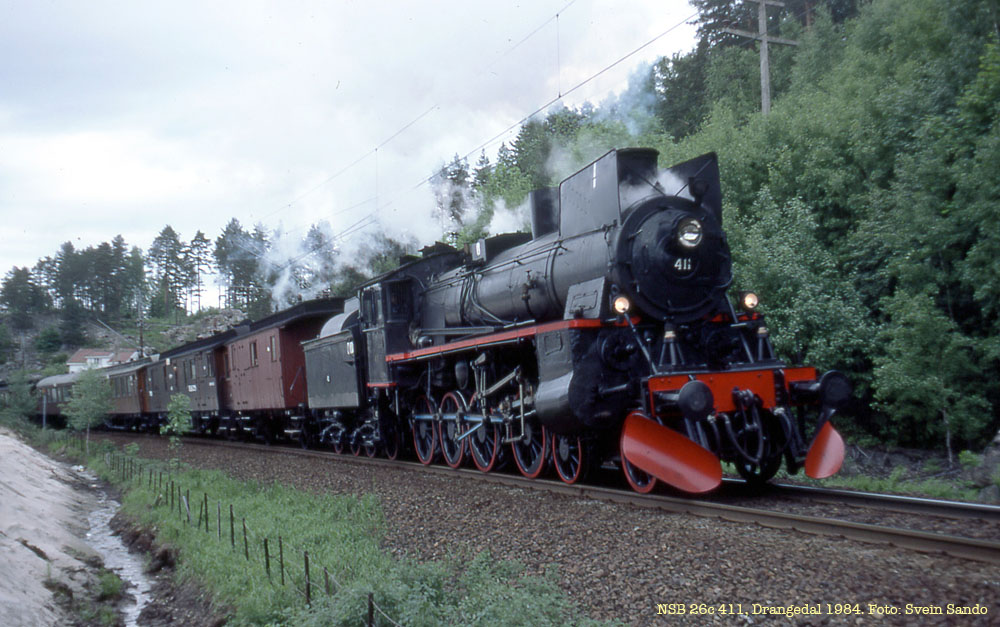
Старинный поезд возле Дрангедала, 1984 год.